# Canthocamptus verestschagini
Canthocamptus verestschagini är en kräftdjursart som först beskrevs av Evgenii Vladimirovich Borutzky 1931.  Canthocamptus verestschagini ingår i släktet Canthocamptus och familjen Canthocamptidae. Inga underarter finns listade i Catalogue of Life.